# Lamberhurst
Lamberhurst es una parroquia civil y un pueblo del distrito de Tunbridge Wells, en el condado de Kent (Inglaterra).

## Geografía
Según la Oficina Nacional de Estadística británica, Lamberhurst tiene una superficie de 21,66 km².

## Demografía
Según el censo de 2001, Lamberhurst tenía 1491 habitantes (48,49% varones, 51,51% mujeres) y una densidad de población de 68,84 hab/km². El 20,46% eran menores de 16 años, el 73,44% tenían entre 16 y 74 y el 6,1% eran mayores de 74. La media de edad era de 40,54 años. Del total de habitantes con 16 o más años, el 20,07% estaban solteros, el 66,02% casados y el 13,91% divorciados o viudos.
El 94,77% de los habitantes eran originarios del Reino Unido. El resto de países europeos englobaban al 1,61% de la población, mientras que el 3,62% había nacido en cualquier otro lugar. Según su grupo étnico, el 98,92% eran blancos, el 0,47% mestizos, el 0,4% asiáticos y el 0,2% negros. El cristianismo era profesado por el 75,99%, el budismo por el 0,2%, el hinduismo por el 0,2%, el judaísmo por el 0,2%, el islam por el 0,27% y cualquier otra religión, salvo el sijismo, por el 0,33%. El 16,39% no eran religiosos y el 6,42% no marcaron ninguna opción en el censo.
756 habitantes eran económicamente activos, 737 de ellos (97,49%) empleados y 19 (2,51%) desempleados. Había 611 hogares con residentes, 11 vacíos y 8 eran alojamientos vacacionales o segundas residencias.